# Виллас (Флорида)
Виллас (англ. Villas) — статистически обособленная местность, расположенная в округе Ли (штат Флорида, США) с населением в 11 346 человек по статистическим данным переписи 2000 года.

## География
По данным Бюро переписи населения США, статистически обособленная местность Виллас имеет общую площадь в 12,43 квадратных километров, из которых 12,17 кв. километров занимает земля и 0,26 кв. километров — вода. Площадь водных ресурсов округа составляет 2,09 % от всей его площади.
Статистически обособленная местность Виллас расположена на высоте 3 м над уровнем моря.

## Демография
| Год переписи        | Нас.  |  | %±    |
| ------------------- | ----- |  | ----- |
| 1980                | 8724  |  | —     |
| 1990                | 9898  |  | 13,5% |
| 2000                | 11346 |  | 14,6% |
| 1980–2000 Источник: |       |  |       |

По данным переписи населения 2000 года, в Вилласe проживало 11 346 человек, 2909 семей, насчитывалось 5682 домашних хозяйств и 6574 жилых дома. Средняя плотность населения составляла около 912,79 человек на один квадратный километр. Расовый состав населённого пункта распределился следующим образом: 94,23 % белых, 1,65 % — чёрных или афроамериканцев, 0,17 % — коренных американцев, 1,17 % — азиатов, 0,04 % — выходцев с тихоокеанских островов, 1,41 % — представителей смешанных рас, 1,33 % — других народностей. Испаноговорящие составили 5,59 % от всех жителей статистически обособленной местности.
Из 5682 домашних хозяйств в 15,7 % воспитывали детей в возрасте до 18 лет, 40,4 % представляли собой совместно проживающие супружеские пары, в 8,1 % семей женщины проживали без мужей, 48,8 % не имели семей. 38,7 % от общего числа семей на момент переписи жили самостоятельно, при этом 17,1 % составили одинокие пожилые люди в возрасте 65 лет и старше. Средний размер домашнего хозяйства составил 1,94 человек, а средний размер семьи — 2,56 человек.
Население статистически обособленной местности по возрастному диапазону по данным переписи 2000 года распределилось следующим образом: 13,6 % — жители младше 18 лет, 7,7 % — между 18 и 24 годами, 28,2 % — от 25 до 44 лет, 21,2 % — от 45 до 64 лет и 29,3 % — в возрасте 65 лет и старше. Средний возраст жителей составил 45 лет. На каждые 100 женщин в Вилласe приходилось 87,3 мужчин, при этом на каждые сто женщин 18 лет и старше приходилось 84,4 мужчин также старше 18 лет.
Средний доход на одно домашнее хозяйство статистически обособленной местности составил 40 483 доллара США, а средний доход на одну семью — 49 975 долларов. При этом мужчины имели средний доход в 31 517 долларов США в год против 25 782 доллара среднегодового дохода у женщин. Доход на душу населения статистически обособленной местности составил 40 483 доллара в год. 3,5 % от всего числа семей в населённом пункте и 6,5 % от всей численности населения находилось на момент переписи населения за чертой бедности, при этом 8,9 % из них были моложе 18 лет и 7,2 % — в возрасте 65 лет и старше.